# San Gabriel Chilac (kommun)
San Gabriel Chilac är en kommun i Mexiko.   Den ligger i delstaten Puebla, i den sydöstra delen av landet, 220 km sydost om huvudstaden Mexico City.
Följande samhällen finns i San Gabriel Chilac:
- San Gabriel Chilac
- El Porvenir Número Dos